# Contradiction
Contradiction war eine Band um den Sänger und Gitarristen Oliver „Koffer“ Lux und den Gitarristen Oliver Kämper aus Wuppertal. Die Band spielte melodiösen Thrash Metal. Ihr Stil wird oft dem Old School Thrash Metal, den auch Bands wie z. B. Kreator, Testament, Slayer und Sepultura Ende der 1980er, bzw. Anfang der 1990er spielten, zugeordnet.

## Bandgeschichte
Oliver Lux und Oliver Kämper gründeten Contradiction 1989. Aufgrund einiger Liveauftritte in Wuppertal und Umgebung konnte die Band erste Erfolge verbuchen. 1991 und 1992 veröffentlichten Contradiction zwei Demotapes. 1993 erschien dann die erste, im Eigenvertrieb veröffentlichte CD Rules of Peace, die sich stilistisch am ehesten einer Mischung aus Power Metal und Thrash Metal einordnen lässt. Rules of Peace brachte den Musikern dann auch einen Plattenvertrag bei dem Wuppertaler Label „Strictly Stone Records“ ein, welches die Veröffentlichung des 1995er Albums All We Hate zur Folge hatte (Vertrieb über Rough Trade). Auf All We Hate schlug die Band einen deutlich härteren und aggressiveren Weg ein und bediente sich unter anderem auch beim Hardcore der modernen Schule. Nachdem die Band sich wegen diverser vertraglicher Streitereien 1998 per Gerichtsbeschluss von Strictly Stone trennten, wurde, wieder in Eigenvertrieb, die EP Good Company veröffentlicht. Auf Good Company schlug die Band einen leichten Stilwechsel ein und zeigte sich klanglich und kompositorisch experimentierfreudig. Nachdem Christoph Zelt die Band Ende 1999 aus familiären Gründen verlassen musste, wurde mit dem neuen Drummer Tim Obernyer ein neuer musikalischer Weg eingeschlagen, der auf der CD Contraminated zu hören ist. Contraminated wich mit acht der zehn Songs vom bisher verfolgten Thrash Metal ab, bediente sich einiger Alternativeanleihen, war jedoch nicht so erfolgreich. In der Folgezeit mussten Contradiction sämtliche Aktivitäten zugunsten eines Sideprojekts von Oliver Lux, Cyberya einstellen.

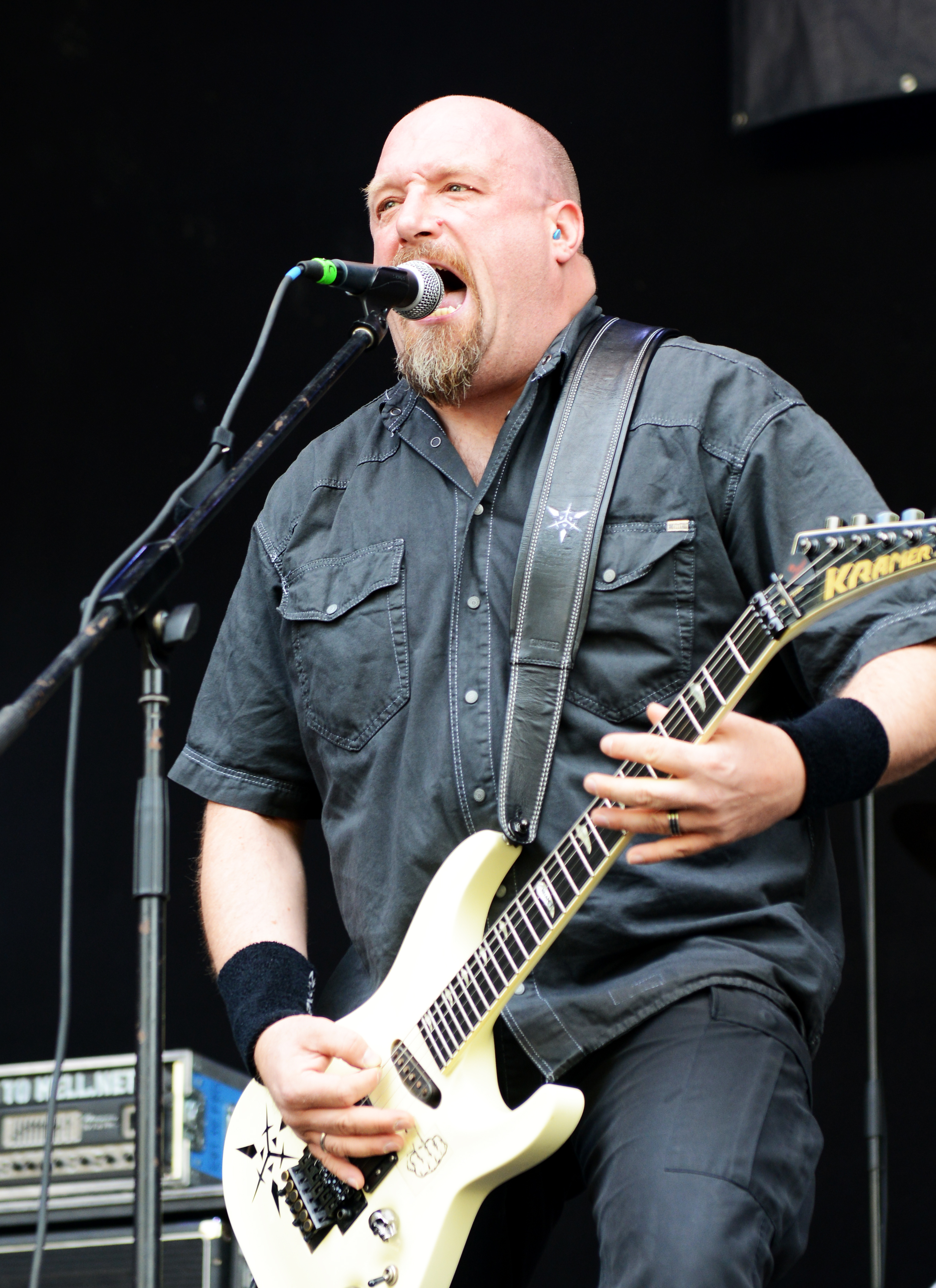
Oliver „Koffer“ Lux

2003 spielte das Quartett eine ganze Serie von Liveshows quer durch Europa, bei dem vor allem die älteren Songs zum Tragen kamen. 2004 besannen sich die Komponisten der Band Oliver Lux/Oliver Kämper wieder auf die Wurzeln der Band und begann Mitte 2004 mit dem Songwriting zu dem Album The Voice of Hatred, welches dann schlussendlich im Mai 2005 (Armageddon/Soulfood) veröffentlicht wurde. Auf The Voice of Hatred dominierte dann auch wieder aggressiver Thrash Metal. Anschließend folgte eine Tournee mit Overkill durch Europa und zahlreiche Liveauftritte, unter anderem auf dem Wacken Open Air. Ende 2006 begannen Contradiction mit den Aufnahmen für das Album The Warchitect, das im November 2006 wieder über Armageddon/Soulfood veröffentlicht wurde.
Im November 2006 verließen der langjährige Bassist Karsten Heyn und Drummer Tim Obernyer aus persönlichen Gründen Contradiction. Sie wurden durch den Bassisten Andreas „Westi“ Westphal und Schlagzeuger Christoph Zelt ersetzt. Letzterer kehrte damit nach 7 Jahren zur Band zurück.
In den Jahren nach der Veröffentlichung von The Warchitect spielte die Band zahlreiche Konzerte innerhalb Europas, darunter ein Minitournee durch Island im Jahr 2008, was zuvor noch keine deutsche Metalband getan hatte.
2009 nahmen Contradiction den The-Warchitect-Nachfolger The Essence of Anger auf. Produziert wurde einmal mehr von Sänger und Leadgitarrist Oliver „Koffer“ Lux, der diesmal auch den Mix übernahm. Veröffentlicht wurde das Album am 25. September 2009 durch Limited Access Records/Roughtrade.
Zwischen 2009 und 2011 spielten Contradiction zahlreiche Konzerte in Europa – unter anderem in Russland, Portugal und Malta.
Ende 2010 musste Christoph Zelt die Band aus beruflichen Gründen erneut verlassen. Er wurde durch Patrick Nau ersetzt.
Im April 2013 ersetzte Ilija Jelusic von der Band Schattenspieler den kurz zuvor ausgestiegenen Bassisten Andreas Westphal.
Im Lauf der Jahre brachte Contradiction es auf mehr als 600 Konzerte in ganz Europa und trat beispielsweise mehrfach auf dem Dong Open Air auf der Halde Norddeutschland auf (unter anderem 2014 und 2023). Aus beruflichen und familiären Gründen beschloss die Band jedoch im Jahr 2023 ihre Auflösung und kündigte für den 9. Dezember 2023 ein Abschiedskonzert in Wuppertal an.

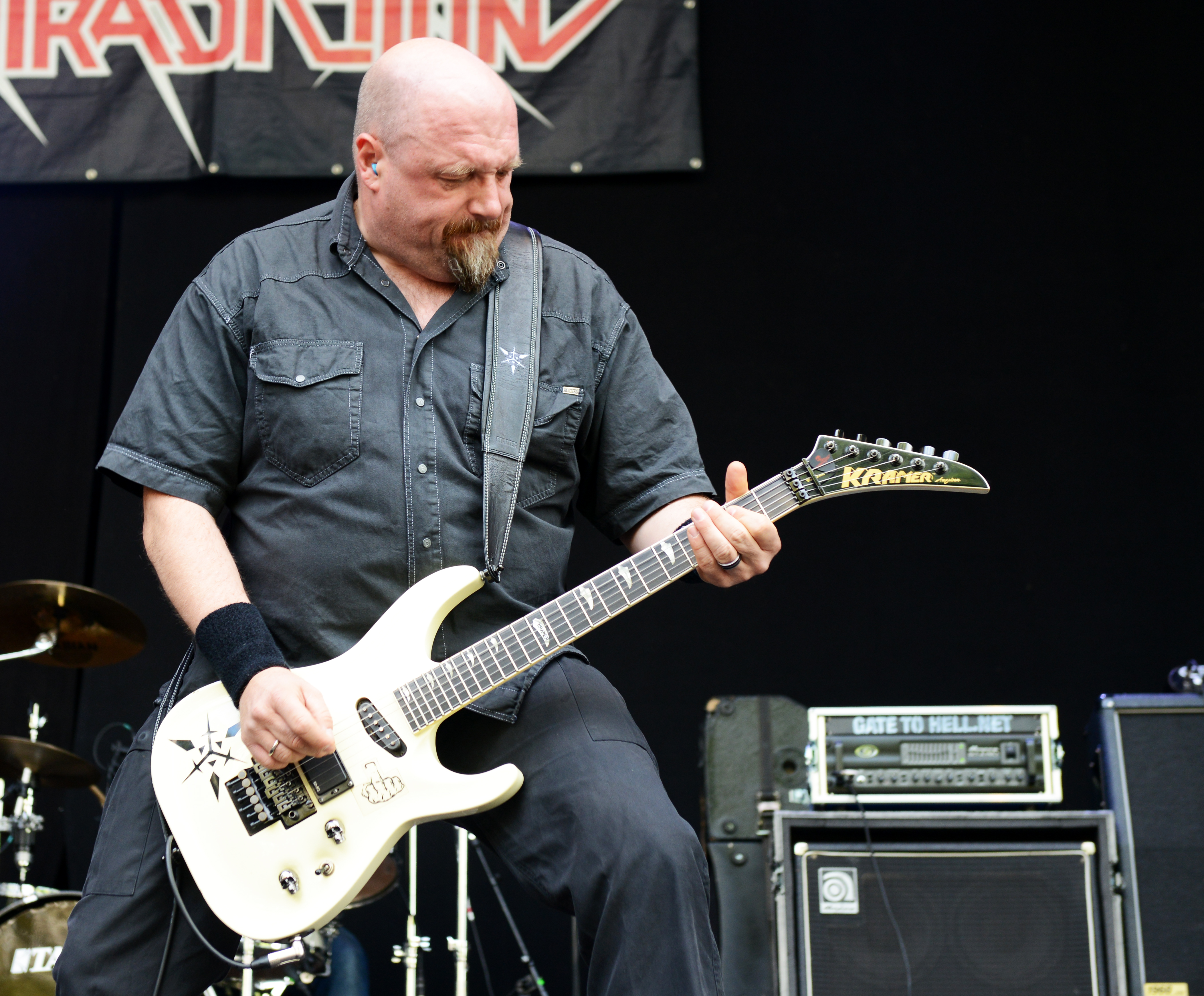
Oliver „Koffer“ Lux
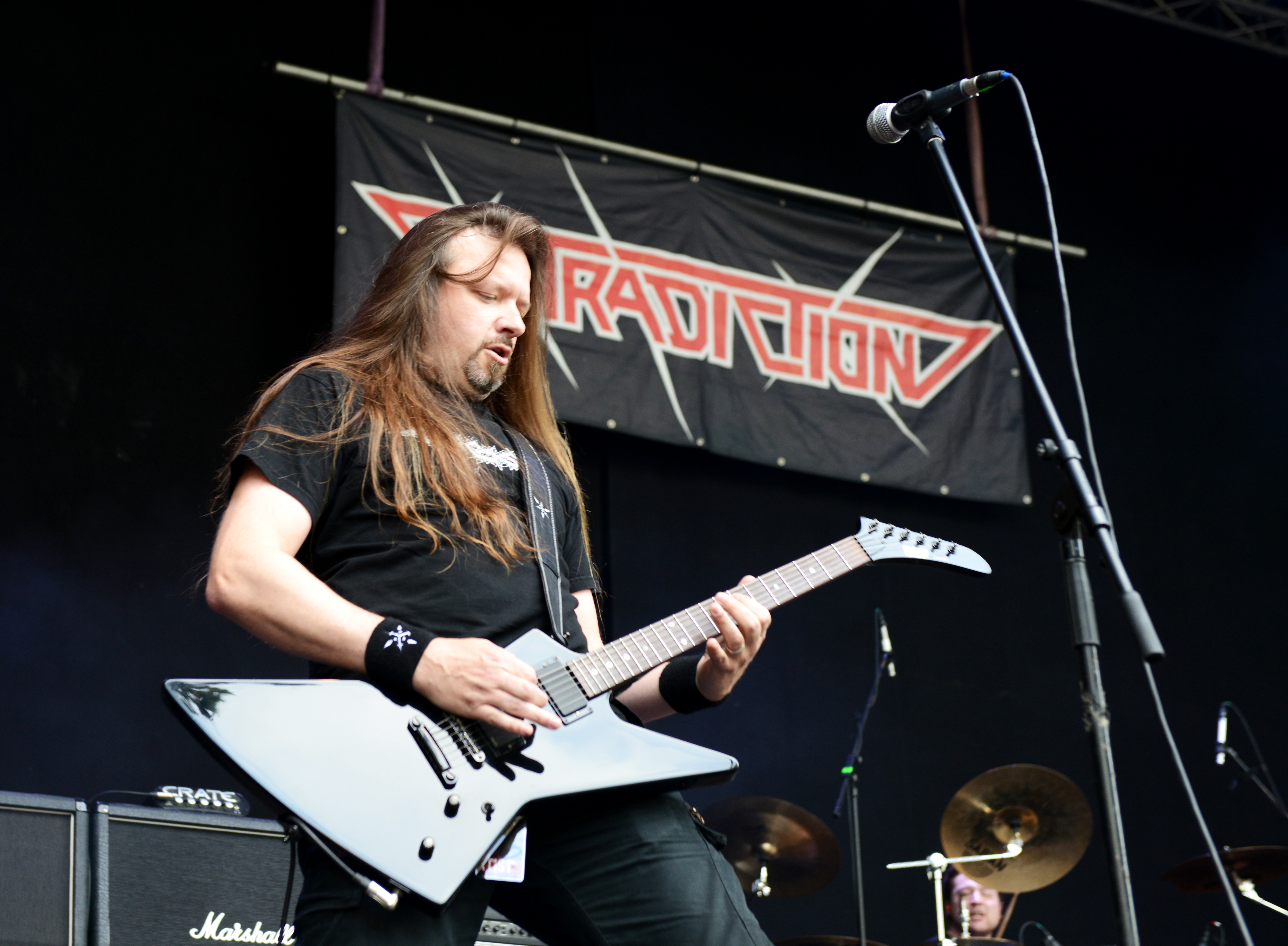
Oliver Kämper
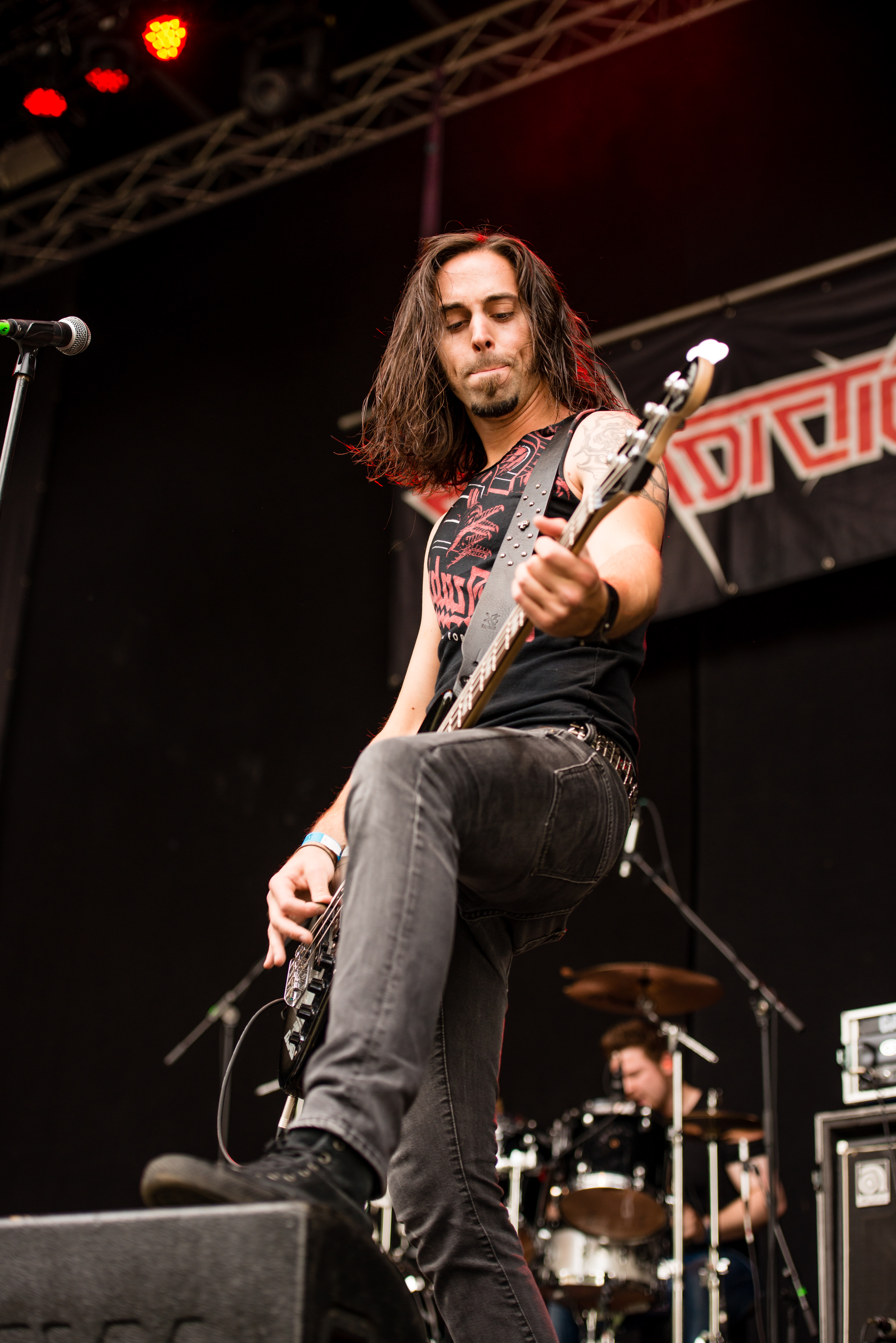
Ilija „ILI“ Jelusic
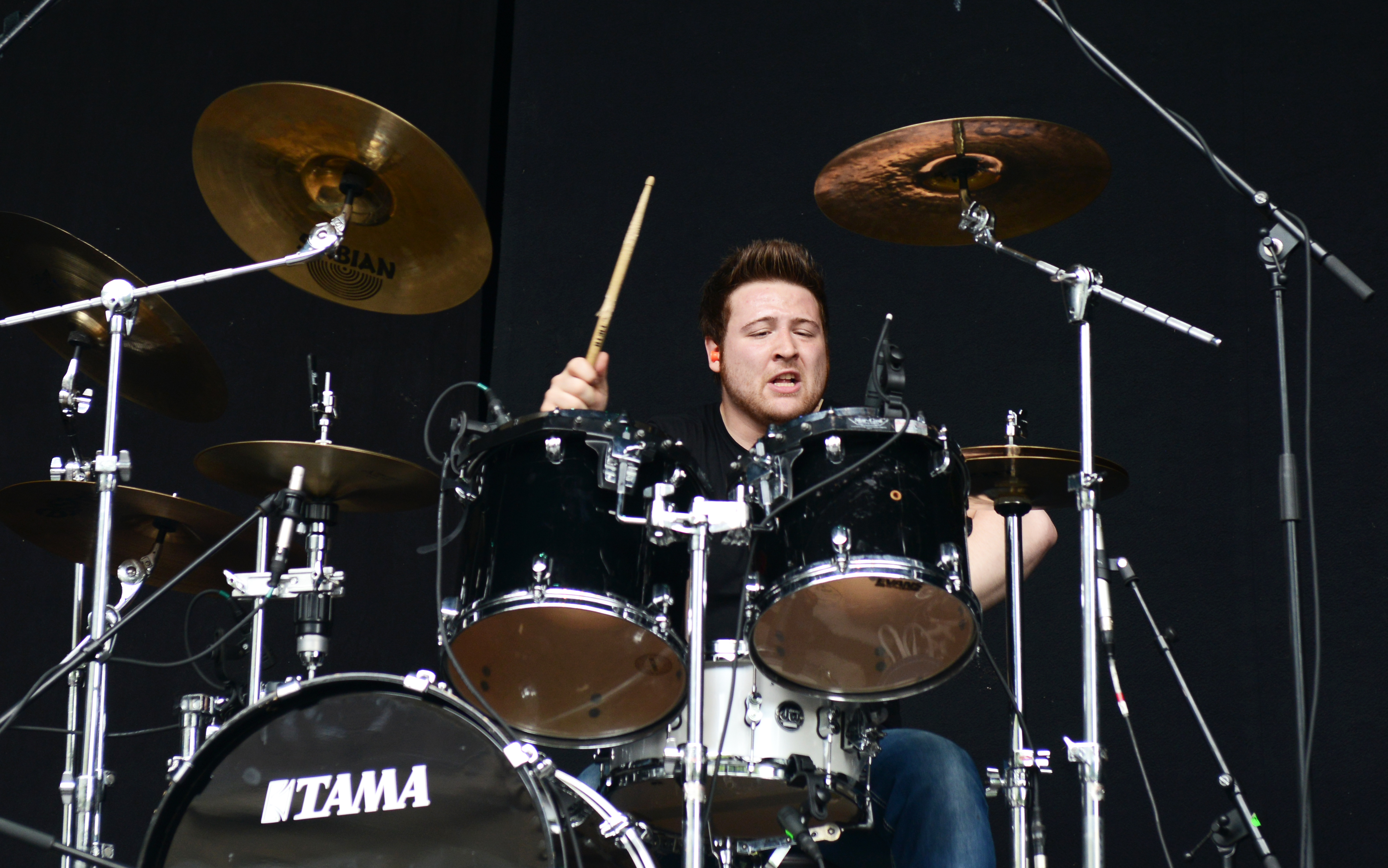
Patrick Nau

## Diskografie

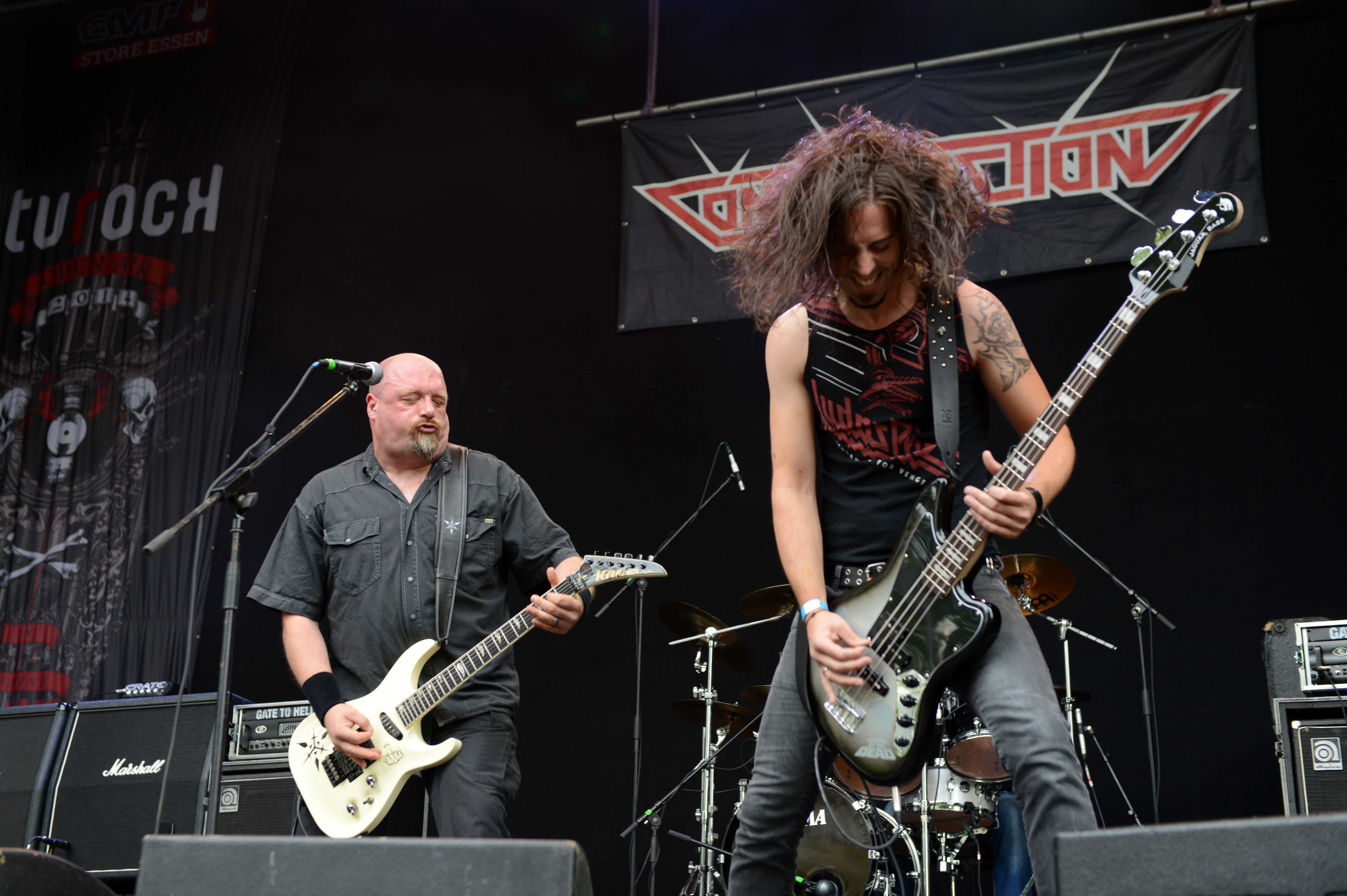
Contradiction beim Turock Open Air 2014

### Demos
- 1991: Deadly Games (Demotape)
- 1992: Old Demon (Demotape)

### Studioalben
- 1993: Rules of Peace (CD, Eigenvertrieb)
- 1995: All We Hate (CD, Strictly Sone/Rough Trade)
- 1998: Good Company (MCD, Eigenvertrieb)
- 2001: Contraminated (CD, Eigenvertrieb)
- 2005: The Voice of Hatred (CD, Armageddon/Soulfood)
- 2006: The Warchitect (CD, Armageddon/Soulfood)
- 2009: The Essence of Anger (CD, Limited Access Records)
- 2014: The Origin of Violence (CD, Cargo Records)